# Menzoberranzan
Menzoberranzan ist ein 1994 für MS-DOS veröffentlichtes Computer-Rollenspiel auf Basis des Advanced-Dungeons-&-Dragons-Regelwerk, entwickelt von DreamForge Intertainment im Auftrag von SSI. Das in der Kampagnenwelt der Vergessenen Reiche angesiedelte Spiel ist das zweite von drei Spielen, das auf Dreamforges Spiel-Engine für Ravenloft: Der Fluch des Grafen basiert. Das Spiel wurde für FM Towns und PC-98 portiert.

## Handlung
Schauplatz des Spiels ist die zwei Jahre zuvor, im Dezember 1992, mit dem Boxenset Menzoberranzan: The Famed City of the Drow von Ed Greenwood, R. A. Salvatore und Douglas Niles eingeführte Untergrundstadt Menzoberranzan. Die Stadt wird bewohnt vom bösartigen Volk der Dunkelelfen, der Drow. Zu den Hauptfiguren des Spiels zählt auch die von R. A. Salvatore geschaffene Romanfigur des von seinem Volk abgefallenen Dunkelelfen Drizzt Do'Urden. Auf der Suche nach dem flüchtigen Drizzt überfällt ein Trupp Drow-Krieger ein Dorf an der Oberfläche des Kontinents Faeruns, in dem sich die Spielercharaktere aufhalten. Da die Drow einige Dorfbewohner entführen, macht sich die Heldengruppe auf den Weg in die Unterwelt.

## Spielprinzip
Menzoberranzan spielt sich ähnlich wie das vom selben Studio entwickelte Ravenloft: Der Fluch des Grafen und weist Parallelen zu Ultima Underworld und Westwood Studios’ Eye of the Beholder auf. Das Geschehen wird in einer 3D-Umgebung aus der Egoperspektive präsentiert, die Kämpfen werden in Echtzeit ausgetragen. Der Spieler generiert zu Beginn zwei Spielercharaktere und kann im Verlauf des Spiels zwei weitere Begleiter aufnehmen, darunter Drizzt Do'Urden und sein Panther Guenhwyvar. Der Spieler steuert seine Figuren wahlweise mit der Tastatur oder der Maus. Dabei kann er sich auf Wunsch für eine scrollenden oder blockweise Fortbewegung entscheiden. Wie Ravenloft: Der Fluch des Grafen besitzt das Spiel eine Automap, mit der Möglichkeit, diese zu beschriften und auszudrucken. Zu den neuen Kampfoptionen zählt die Möglichkeit, die Heldengruppe schweben zu lassen.

## Entwicklung
Das Spiel erschien ursprünglich 1994 für MS-DOS, in zwei leicht unterschiedlichen Versionen für Diskette und CD-ROM. Die CD-ROM-Fassung enthielt dabei mehr Dungeons und Quests. Am 27. Oktober 1995 folgte eine Portierung auf den PC-98 und im Januar 1996 auf den FM Towns. Ebenfalls 1996 wurde Menzoberranzan als Teil der AD&D Masterpiece Collection veröffentlicht.

## Wiederveröffentlichung
Am 20. August 2015 veröffentlichte GOG.com viele Goldbox-Spiele nach Jahren der Nicht-Verfügbarkeit in der Digitalen Distribution wieder, darunter Menzoberranzan in der dritten "Forgotten Realms: The Archives"-Kollektion.

## Rezeption
Das Spiel erzielte lediglich verhaltene Wertungen.
Michael Hengst vom Spielemagazin Power Play vergab 70 % für die Disketten-Fassung des Spiels. Vor dem Hintergrund, dass SSI seit 1987 mehr als 20 AD&D-Titel veröffentlicht hatte, attestierte Hengst dem „immer wiederkehrenden Charaktersystem“ und den „immer gleichen Zaubersprüchen“ deutliche Ermüdungserscheinungen: „So reizvoll das Menzoberranzan-Szenario auch ist […] und so liebevoll die Designer ein paar Falten im neuen AD&D-Look ausgebügelt haben […], die Zeiten für AD&D-Computerrollenspiele scheinen jetzt wahrlich vorbei zu sein.“ Dabei enthalte das Spiel „durchaus schmackhafte Rollenspielkost“, da es „jede Menge Aufgaben und kleine Rätsel, Horden fetziger Monster und ein umfangreiches Dungeonnetz“ bereithalte.
Tester Ian Cole vom Onlinemagazin Quandaryland vergab 3,5 von 5 Sternen, wobei er insbesondere den im Vergleich zu Ravenloft: Der Fluch des Grafen trägen Spielfluss kritisiert. Auch seien zu viele Schauplätze einfach nur leer. Dagegen lobte er, dass es sich nicht um übliches Hack and Slay handle, sondern auch viel mit Charakterstatistiken und Rätseln arbeite. John Terra von Computer Shopper hingegen bezeichnete das Spiel als „herausragend“ und bezeichnete es als „must-have“.
Rückblickend wurde den Entwickler vor allem vorgeworfen, das reichhaltige Potential und Angebot der Szenario-Vorlage nur ungenügend ausgeschöpft zu haben. Allen Rausch vom Online-Spielemagazin GameSpy urteilte in einer Retrospektive: “without a great plot and exciting monsters that truly utilized its spectacular setting, Menzoberranzan ended up being less impressive than it was in players’ imaginations” (deutsch: „Ohne eine großartige Handlung und aufregende Monster, die das wahrhaft spektakuläre Szenario ausnutzten, fiel Menzoberranzan deutlich weniger eindrucksvoller als in den Vorstellungen der Spieler aus.“). Laut Matt Barton von Gamasutra war es vor allem die endlose Zahl langweiliger Kämpfe, die besonders in den ersten Abschnitten permanent den Spielfluss unterbrechen und vom Spieler große Geduld erfordern, bevor überhaupt etwas interessantes geschieht. Aber das Spiel habe es laut Andrew Park und Elliott Chin von GameSpot vor allem verpasst, die bestimmenden Charakteristika des Drow-Szenarios – das alles bestimmende Intrigenspiel der herrschenden Familien und die Hinterhältigkeit dieses Volkes – in die dazu noch recht linearen Handlung passend einzubeziehen. Ein kapitaler Programmfehler, der einigen Spielern die Beendigung des Spiels unmöglich machte, tat sein Übriges dazu. Menzoberranzan konnte daher keine Trendwende bei der zunehmenden Zahl mittelmäßiger AD&D-Umsetzungen von SSI einleiten.